# NGC 5449
NGC 5449 est un nuage d'étoiles située dans la galaxie M101 (la galaxie du Moulinet) situé dans la constellation de la Grande Ourse. Huit autres régions de M101, soit NGC 5447, NGC 5450, NGC 5451, NGC 5453, NGC 5455, NGC 5458, NGC 5461 et NGC 5462. Trois de ces régions ont été découvertes par William Herschel (NGC 5447, NGC 5461 et NGC 5463) et les six autres par Bindon Stoney.

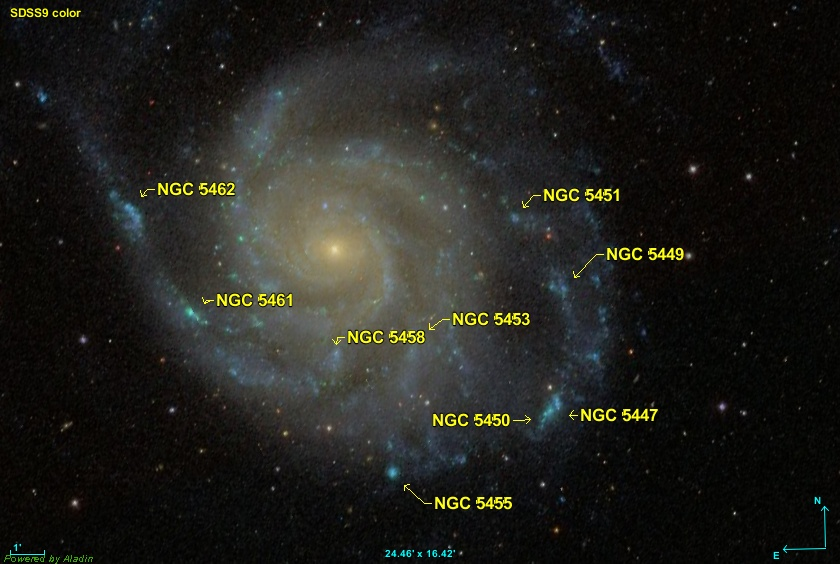
Les neuf régions régions HII de la galaxie M101.